# バルトロメー・デ・エスコベド
バルトロメー・デ・エスコベド（Bartolomé de Escobedo, 1500年頃 – 1563年8月11日）は、スペインの作曲家であり、特にルネサンス音楽のポリフォニー音楽に貢献した人物である。

## 生涯とキャリア
エスコベドの初期の生涯については詳細が不明であるが、1500年頃にスペインで生まれたと推測されている。彼の音楽的才能は幼少期から認められていた可能性が高い。
1536年には、彼はローマのサン・ロレンツォ・イン・ダマソ教会（San Lorenzo in Damaso）の楽長に就任した。その後、1541年から1554年まで、彼はローマ教皇庁のシスティーナ礼拝堂合唱団の歌手を務めた。この期間、彼は多くのミサ曲やモテットを作曲し、その作品は同時代の音楽家たちから高く評価された。システィーナ礼拝堂における彼の地位は、当時の音楽家にとって非常に名誉あるものであり、彼の作曲家としての技術と声楽家としての能力が傑出していたことを示している。彼は、フアン・タピオ（Juan Tapia）やクリストバル・デ・モラレス（Cristóbal de Morales）といった同時代の著名なスペイン人作曲家たちと共に、ローマで活躍した。

### 主要作品と音楽スタイル
エスコベドの作品は、主に宗教的な声楽作品であり、ミサ曲、モテット、マニフィカトなどが知られている。彼の音楽スタイルは、フランドル楽派の影響を受けつつも、スペイン音楽の伝統に基づいた独自の表現を確立していた。対位法的な技巧に優れ、複雑な声部書法を特徴とする一方で、典礼文の歌詞内容を深く反映した情感豊かな音楽を生み出した。
彼の作品は、当時の主要な写本や印刷譜に残されており、特に彼の「ミサ・デ・レクイエム」（Missa de Requiem）は、その深い精神性と構成の妙によって特筆すべき作品である。また、マドリガーレの分野でもいくつかの作品を残した可能性が指摘されているが、現存する作品は少ない。

### 後世への影響
エスコベドの作品は、彼の生きていた時代には広く演奏され、高い評価を受けていたが、その後の時代には他の著名な作曲家、例えばジョヴァンニ・ピエルルイージ・ダ・パレストリーナ（Giovanni Pierluigi da Palestrina）の影に隠れ、顧みられる機会が減少した。しかし、20世紀に入り、ルネサンス音楽の研究が進むにつれて、彼の作品も再評価されるようになった。現在では、彼の作品はルネサンス期のスペイン音楽における重要な位置を占めるものとして認識されており、学術的な研究の対象となっている。

### 死没
バルトロメー・デ・エスコベドは、1563年8月11日に死去した。彼の没地については明確な記録がないが、ローマで生涯を終えたと推測されている。